# 翟湯
翟汤（?—?），字道渊，南阳郡（今河南省南阳市）人，侨居寻阳郡（治今江西省九江市），东晋政治人物。

## 生平
翟汤隐居在柴桑南山。笃行纯素，仁让廉洁，不理世事，自耕自食。司徒王导征辟他，没有就任。始安郡太守干宝派船载货馈赠他，没有接受，以货换绢寄还。建元元年（343年），安西将军庾翼北伐石虎，翟汤把自己的家仆僮客从军，皇帝敕令有司免去他的兵役，于是派所有的僮仆去乡吏处应调兵役，乡吏奉旨不受翟汤。于是放免僮仆为编户。晋康帝以散骑常侍征召他，他以老病推辞。七十三岁时去世。

## 家族
曾孙翟法賜，劉宋隱士。